# Eremitkräftor
Eremitkräftor (Paguridae) är en familj av kräftdjur. De allra flesta lever i vatten, men några arter är landlevande. Ett särdrag är att de har en mjuk och känslig bakkropp. För att denna ska skyddas från skada letar eremitkräftan upp ett skal från en död snäcka, som den bär kring bakkroppen. Tidigare trodde man att byten av skal bara sker då eremitkräftan vuxit ur sitt skal. Nyare experiment av marinbiologer har dock visat att byten sker mycket oftare. Vad detta beror på vet man ännu inte. Landlevande eremitkräftor är vanliga som husdjur.

## Angränsande familjer
Paguridae är en av flera familjer i överfamiljen Paguroidea. På bland annat engelska räknas hela eller delar av överfamiljen med dess olika familjer som hermit crabs. De olika familjernas namn är:
- Coenobitidae
- Diogenidae
- Paguridae
- Parapaguridae
- Parapylochelidae
- Pylochelidae
- Pylojacquesidae

Den förstnämnda familjen består av de sexton arterna landlevande eremitkräftor i släktet Coenobita. Dessutom ingår i familjen släktet Birgus med den enda arten kokoskrabba (Birgus latro). Denna krabba skiljer sig från sin nära släktingar genom sin skalklädda bakgrupp. Därigenom behöver den som vuxen inget extra skydd i form av en snäcka.

## Släkten
- Agaricochirus
- Anapagrides
- Anapagurus
- Anisopagurus
- Catapaguroides
- Catapagurus
- Discorsopagurus
- Elassochirus
- Enallopaguropsis
- Enneobranchus
- Goreopagurus
- Haigia
- Iridopagurus
- Labidochirus
- Manucomplanus
- Micropagurus
- Nematopaguroides
- Nematopagurus
- Orthopagurus
- Ostraconotus
- Pagurixus
- Pagurus
- Parapagurodes
- Phimochirus
- Propagurus
- Pygmaeopagurus
- Pylopaguropsis
- Pylopagurus
- Rhodochirus
- Solenopagurus
- Tomopaguropsis
- Tomopagurus